# Intresse (attityd)
För andra betydelser, se Intresse.
| Intresse |
| --- |
| - Betydelse – attityd där man vill ta del av något eller orsak till någons önskan/behov - Etymologi – latinets interesse ('vara emellan') - Varianter – subjektivt intresse (någons faktiska önskan), objektivt intresse (någons potentiellt bästa prioritering) |

Intresse är en attityd där man vill ta del av något. Det kan också vara en betingelse eller orsak till en persons eller grupps önskningar eller behov tillgodoses.
I allmänhet brukar man skilja mellan subjektiva och objektiva intressen. Där definieras den förstnämnda typen av de krav eller önskningar som någon faktiskt har i stunden eller framgent. Den sistnämnda typen av intresse definieras av de krav, rättigheter, behov eller önskningar som någon skulle haft om personen exempelvis vetat tillräckligt mycket. Någon kan alltså sväva i okunnighet om sina objektiva intressen, eftersom personen inte vet om att dessa intressen "vore bäst för personen". Personen kan också ta fel om sina subjektiva intressen, eftersom man kanske inte vet om att detta intresse förhindrar ett av personens ännu högre rankade intressen.

## Etymologi och ord
Ordet intresse kommer ytterst från latinets interesse med betydelsen 'vara av vikt', 'angå', 'beträffa' eller 'medföra nytta eller skada'. Den ursprungliga betydelsen var vara emellan [av inter-esse).
En person som har ett visst intresse kan beskrivas som en intressent. Detta begrepp används dock mest i ekonomiska sammanhang och är kopplat till betydelsen av intresse som ekonomiskt engagemang.